# Activitat física en el medi natural
Les Activitats físiques en el medi natural són activitats físiques de caràcter recreatiu que es caracteritzen per desenvolupar-se en la naturalesa, en contacte directe amb el medi. Quan aquestes activitats són considerades com una pràctica esportiva s'anomenen esports d'aventura.

## Història i evolució
Els antecedents en el treball amb els Sistemes Naturals els podem trobar a primers del segle XX a Àustria amb Gaulhofer i Streicher precursors de la Gimnàstica natural austríaca i a França Georges Hébert promotor del mètode natural d'entrenament, contrari a la gimnàstica sueca.
Les activitats físiques en el medi natural han tingut una difusió vertiginosa els últims anys gràcies a la necessitat de contacte amb la natura, la recerca de sensacions i emocions en una societat massa rutinària i controlada, la recerca d'altres estats de consciència en una societat dessacralitzada i laica i una nova manera de viure les vacances.
Es popularitzen l'any 1980 i originen una nova forma activa, de la societat post-industrial, de viure les vacances estivals i els caps de setmana: el denominat turisme d'aventura. La darrera dècada del segle xx, assistim a un procés d'esportivització d'algunes d'estes pràctiques. Paral·lelament sorgeixen altres idees per a persones ben preparada que mitjançant una multicompetició de modalitats de les activitats en el medi natural participen en el que es denomina genèricament un raid.
Més recentment i lligat a la promoció turística de certes zones de muntanya i amb un caràcter més popular, han aparegut rutes, normalment circulars, per fer a peu o en bicicleta de muntanya, la Carros de Foc o la Pedals de Foc respectivament, que proposen la realització d'itineraris d'alta muntanya, pernoctant a refugis o allotjaments rurals i que concentren els esportistes en espais d'alt valor ambiental.
La promoció de les vies verdes a través del Dia de les Vies Verdes, és una oportunitat per a tots els públics de participar en activitats en bicicleta organitzades per Administracions Públiques i entitats privades sobre antics traçats ferroviaris ara en desús, i que són ideals per a escolars pel seu senzill traçat.

## Delimitació
Les activitats físiques a la natura sorgeixen com una necessitat de trencar amb la modernitat, enfront d'una nova tendència social concorde amb els nous valors. Estes activitats rebran en transcurs de la seua curta història, diverses denominacions, d'acord amb les característiques més notables que les identificaven i que han servit per a designar un nom que englobe a estes genuïnes pràctiques de la postmodernitat.
Alguns noms rebuts:
- Nous esports
- Esports d'aventura
- Esports tecno-ecològics
- Esports en llibertat
- Esport californià
- Esport salvatge
- Outdoor adventure recreation
- Activitats esportives d'oci i turístiques d'aventura
- Activitats relliscants d'aventura i sensació en la natura

Si analitzem els noms que han rebut estes activitats per diversos autors, ens oficials o associacions, podem observar que entre tots ells han definit en gran manera, les característiques i la naturalesa d'este tipus de pràctiques, i cadascun dels noms aporta una visió diferent i complementària d'este col·lectiu de disciplines, que Olivera Betrán (1995) unifica com Activitats Físiques d'Aventura a la Natura (AFAN).